# Hydrelia rubrivena
Hydrelia rubrivena là một loài bướm đêm trong họ Geometridae.